# Odra Opole
Le Odra Opole est un club polonais de football basé à Opole, disputant actuellement la I Liga, la deuxième division de football professionnel en Pologne. 

## Historique
- 1945 : fondation du club sous le nom de Odra Opole
- 1949 : le club est renommé Budowlani Opole
- 1958 : le club est renommé Odra Opole
- 1999 : le club est renommé Odra/Varta Opole
- 1999 : le club est renommé Odra Opole
- 2002 : le club est renommé Odra/Unia Opole
- 2004 : le club est renommé Odra Opole

## Bilan sportif

### Palmarès
- Coupe de la Ligue
  - Vainqueur : 1977
- Coupe de Pologne
  - Troisième place : 1962
  - Demi-finaliste : 1955, 1962, 1967, 1981, 2001
- Championnat de Pologne
  - Troisième place : 1964

### Bilan européen
Note : dans les résultats ci-dessous, le score du club est toujours donné en premier.
| Saison    | Compétition | Tour         | Club          | Domicile | Extérieur | Total |
| --------- | ----------- | ------------ | ------------- | -------- | --------- | ----- |
| 1977-1978 | Coupe UEFA  | Premier tour | FC Magdebourg | 1 - 2    | 1 - 1     | 2 - 3 |

Légende
- Victoire ou qualification pour le tour suivant
- Match nul
- Défaite ou élimination de la compétition

## Anciens joueurs
- Józef Adamiec
- Bernard Blaut
- Szymon Drewniak
- Zbigniew Gut
- Dawid Jarka
- Józef Klose
- Zbigniew Kwaśniewski
- Adam Ledwoń
- Bohdan Masztaler
- Konrad Matuszewski
- Józef Młynarczyk
- Jakub Moder
- Andrzej Niedzielan
- Andrejs Prohorenkovs
- Wojciech Tyc
- Mariusz Ujek
- Roman Wójcicki